# Dasyopa pori
Dasyopa pori är en tvåvingeart som beskrevs av Harvey Wilson Harkness och Ismay 1976. Dasyopa pori ingår i släktet Dasyopa och familjen fritflugor. Inga underarter finns listade i Catalogue of Life.